# مدز گلیسنر
مدز گلیسنر (به انگلیسی: Mads Glæsner) (زادهٔ ۱۸ اکتبر ۱۹۸۸) شناگر اهل دانمارک است.